# Laholm
Laholm es una ciudad en el sur de la provincia de Halland, Suecia. Es una de las ciudades más antiguas de Suecia y es la ciudad más antigua de la provincia de Halland. Geográficamente, está ubicada en el estuario del río Lagan en la bahía de Laholm.

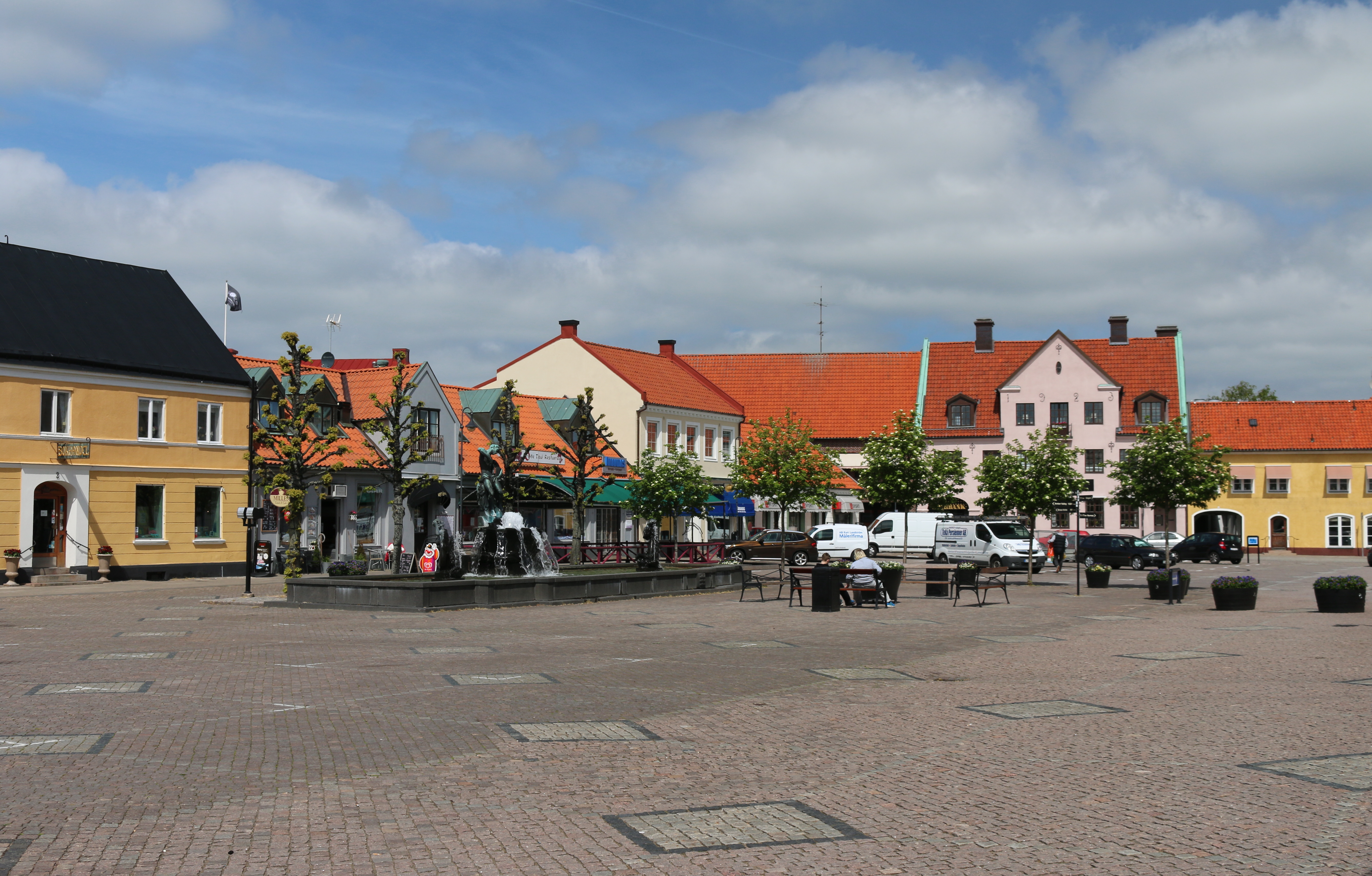
Laholm